# Artobarzanès
 (octobre 2014).
Si vous disposez d'ouvrages ou d'articles de référence ou si vous connaissez des sites web de qualité traitant du thème abordé ici, merci de compléter l'article en donnant les références utiles à sa vérifiabilité et en les liant à la section « Notes et références ».
Artobarzanès est un prince perse. Il est le 10e fils du roi Darius Ier. On ignore qui est sa mère. Après la mort de son père, lui et son frère Xerxès Ier se disputèrent le trône, et ce fut leur oncle Artaban qui les départagea en faveur de Xerxès.
Il a 15 frères : 
- Arsamès
- Gobryas
- Xerxès Ier
- Masistès
- Hystaspès,
- Ariamenes
- Abrocomès
- Hypérantès
- Ariomardos
- Ariabignès
- Arsamenes
- Istin
- Pandusassa

Il a trois sœurs : 
- Artazostre
- Candravarna,
- Mandane, parfois identifiée à Sandauce